# Ashmunella pasonis
Ashmunella pasonis је пуж из реда Stylommatophora и фамилије Polygyridae. 

## Угроженост
Ова врста је на нижем степену опасности од изумирања, и сматра се скоро угроженим таксоном.

## Распрострањење
Ареал врсте је ограничен на једну државу. 
Сједињене Америчке Државе су једино познато природно станиште врсте.